# Хуан Гарсія дель Ріо
Хуан Гарсія дель Ріо (ісп. Juan García del Río; 1794 — 13 травня 1856) — колумбійський і перуанський дипломат, письменник і державний діяч, член Президії, створеної Радою міністрів, щоб прийняти відставку генерала Урданети й запросити на пост президента генерала Кайседо.
Окрім іншого, в лютому-жовтні 1821 року обіймав посаду міністра закордонних справ Перу, а від серпня 1836 до січня 1837 року — посаду міністра економіки та фінансів Перу.